# ガンベラ州
ガンベラ州（アムハラ語: ጋምቤላ ክልል）は、エチオピア西部の州。
面積は29,783km2で、2023年の推計人口は52万5000人。
人口密度は17.6人/km2。
州都はガンベラ。

## 地理
- 北東～東：オロミア州
- 南東：南西エチオピア諸民族州
- 南：ピボール行政区(南スーダン)
- 南西：ジョングレイ州(南スーダン)
- 西～北：上ナイル州(南スーダン)

## 民族
1995年に民族ごとに州が再編成された際、アニュワ人とヌエル人が多数を占める旧イルバボール州西部を分離して作られた。
民族の対立が激しく、分離独立運動や民族紛争が絶えない。
民族単位の自治の導入により、南部スーダンの反政府勢力とつながりの強い多数派のヌエル人と、州の実権を握るアニュワ人との対立が激化し、さらにマジャンギルなど他の民族も巻き込み、紛争が続発している。
- ヌエル人：46.65%
- アニュワ人：21.17%
- アムハラ人：8.42%
- カフィチョ人（フランス語版）：5%
- オロモ人：4.83%
- マジャン人（英語版）[3]：4%
- シャカチョ人（英語版）：2.27%
- カンバータ人（英語版）：1.4%
- ティグレ人：1.32%
- その他：4.94%

## 宗教
- プロテスタント：70%
- エチオピア正教：16.8%
- イスラム教：4.9%
- 伝統宗教：3.8%
- カトリック：3.4%
- その他：1.1%

## 人口
- 1994年10月11日：18万1862人
- 2007年5月28日：30万7096人
- 2015年7月1日：40万9000人
- 2023年7月：52万5000人[1]